# Burns (Tennessee)
Burns és una població dels Estats Units a l'estat de Tennessee. Segons el cens del 2000 tenia 1.366 habitants.

## Demografia
Segons el cens del 2000, Burns tenia 1.366 habitants, 549 habitatges, i 396 famílies. La densitat de població era de 202,9 habitants/km².
Dels 549 habitatges en un 32,2% hi vivien nens de menys de 18 anys, en un 54,5% hi vivien parelles casades, en un 12,8% dones solteres, i en un 27,7% no eren unitats familiars. En el 21,7% dels habitatges hi vivien persones soles el 7,8% de les quals corresponia a persones de 65 anys o més que vivien soles. El nombre mitjà de persones vivint en cada habitatge era de 2,48 i el nombre mitjà de persones que vivien en cada família era de 2,84.
Per edats la població es repartia de la següent manera: un 23,1% tenia menys de 18 anys, un 8,6% entre 18 i 24, un 33,2% entre 25 i 44, un 23,1% de 45 a 60 i un 12% 65 anys o més.
L'edat mediana era de 36 anys. Per cada 100 dones de 18 o més anys hi havia 94,8 homes.
La renda mediana per habitatge era de 38.641 $ i la renda mediana per família de 43.370 $. Els homes tenien una renda mediana de 31.827 $ mentre que les dones 22.171 $. La renda per capita de la població era de 18.368 $. Entorn del 3,3% de les famílies i el 4,6% de la població estaven per davall del llindar de pobresa.

## Poblacions més properes
El següent diagrama mostra les poblacions més properes.